# Guts (frisbee)
Guts är en lagdisciplin inom frisbeesport som går ut på att kasta en disc mellan två lag där det mottagande laget ska försöka fånga den med en hand. Discen får enbart vidröra en kroppsdel. Discen väger 110 gram och har en diameter av 24 cm och tillverkas av Wham-O.
De två lagen, bestående av 5 spelare, ställer upp sig mittemot varandra på varsin rad, med 14 meters avstånd. Man får poäng om motståndarlaget inte kan fånga frisbeen med en hand. Om frisbeen inte kommer fram till motståndarna eller går för långt ifrån dem får de poäng.
De två lagen kastar varannan gång i tre set till 21 poäng, och man måste vinna med 2 poäng.